# Braszidasz
Braszidasz (? – Amphipolisz, Kr. e. 422) a peloponnészoszi háború egyik spártai hadvezére, az előkelő Tellisz és Argileonisz (akinek apja előbb ephorosz, majd a geruszia tagja) fia.
Kr. e. 430-ban ephorosszá választották. A peloponnészoszi háborúban nagyon eredményesen harcolt az athéniak ellen. Ő volt az egyik első, aki a háború befejezése helyett szövetséget akart kötni Makedóniával.
Kr. e. 424-ben Korinthoszból kiindulva megvédte Megarát egy athéni támadástól. Ezt követően seregével Trákia ellen menetelt, hogy az athéniak gabonaellátását elfogja. A seregnek 700 főnyi helóta és zsoldos is tagja volt.
Kr. e. 424-423 között megtámadta és elfoglalta az athéniak gyarmatvárosát, és ezzel egy stratégiailag rendkívül fontos hídfőt hozott létre. Amphipolisz elvesztéséért száműzték Thuküdidészt, aki később megírta a peloponnészoszi háború történetét, és a műben elismerően számol be hajdani ellenfeléről. (Thuküdidész  szerint a peloponnészoszi háború során, Braszidasz seregében maga Braszidasz volt az egyetlen harcoló spártai.) Megnyerő személyiségével és szónoki képességeivel vívta ki magának az athéniek tiszteletét.
Az amphipoliszi csatában (Kr. e. 422) Brasidas elsöprő diadalt aratott Kleon, athéni sztratégosz fölött. A csatában mind ketten életüket vesztették, habár az athéniak 600, míg a spártaiak mindössze 7 embert veszítettek (a vezért is beleértve). A csata árulkodik Brasidas zseniális hadvezéri képességeiről, hiszen az ő serege habár létszámban hasonló volt Kleonéhoz, de harcászati értéke a barbárok és képzetlen helóták miatt jóval kisebb volt.
Ez a csata nyitotta meg az utat a Kr. e. 421-ben kötött Nikiasz-féle békéhez, nem utolsósorban azzal, hogy a háború két fő szószólója Kleon és Braszidasz is meghalt a csatában.
Az amphipolisziak a város falain belül temették el Braszidaszt, és innentől városuk alapítójaként ünnepelték. Minden évben ünnepeket és játékokat tartottak az ő tiszteletére, és eredeti alapítójuk, Hagnon szobrát lerombolva neki emeltek hősi emlékművet. Ebben az is közrejátszott, hogy ezzel is hangsúlyozni kívánták elszakadásukat Athéntól.